# Malka Kachwar
Malka Kachwar, de son nom complet Jenabi Auliah Tajara Begum, née entre 1803 et 1805 à Lucknow (Inde) et morte le 24 janvier 1858 à Paris à l’hôtel Laffitte, est une reine du royaume indien d’Oudh.
Elle est l’épouse du roi d’Oudh Amjad Ali Shah (en) qui régna de 1842 à 1847, et la mère du roi Wajid Ali Shah (en) qui régna de 1847 à 1856. Elle est la petite fille, par sa mère, de Saadat Ali Khan II (en), gouverneur d’Oudh entre 1798 et 1814.

## Le royaume d’Oudh et la couronne britannique
Le royaume d’Oudh (ou Awadh, ou Aoud, ou Oude) est un royaume musulman du nord de l’Inde jusqu’au milieu du XIXe siècle. En mai 1816 le royaume devient un protectorat britannique et des parties du territoire sont progressivement cédées au Royaume-Uni. Le 7 février 1856, sur ordre de Lord Dalhousie, général de la Compagnie britannique des Indes orientales, le roi d’Oudh, Wajid Ali Shah, est déchu et le royaume est annexé par la Compagnie. Les Britanniques justifient cette annexion par une prétendue mauvaise administration du royaume.

## Le voyage au Royaume-Uni et la rencontre avec la reine Victoria
En mai 1856 Wajid Ali Shah entreprend un voyage vers l’Angleterre dans le but de rencontrer la reine Victoria et de plaider sa cause. Il est accompagné de ses proches, notamment sa mère la reine Malka Kachwar, de son frère Mirza Hasmat Lakendel Bahadour, ainsi que d’une large cour. Cependant, la santé de Wajid Ali Shah ne lui permet pas de poursuivre son voyage au-delà de Calcutta, où il s’établit jusqu’à sa mort en 1887. C’est sa mère, Malka Kachwar et son frère, Mirza, accompagnés de leur suite, qui se rendent à sa place à la cour de la reine Victoria. Ils voyagent vers l’Angleterre entre juin et août 1856.
Malka Kachwar pratiquait le purdah ce qui attira la curiosité et fut commenté dans la presse anglaise. On décrit la façon dont sa suite la dissimulait aux regards lors de ses déplacements ou comment on avait fermé ses appartements au Royal York Hotel à Southampton puis dans la Harley House sur Marylebone Road à Londres.
La reine Malka Kachwar émit plusieurs requêtes pour rencontrer la reine Victoria qui furent toutes refusées. Les deux reines se rencontrent enfin en juillet 1857. La Reine Victoria consigne dans son journal un récit de cette entrevue. La conversation ne porte pas sur la politique et ne permet pas à Malka Kachwar de défendre l’indépendance de son royaume.
Elle s’adresse alors au parlement britannique qui rejette également sa demande à cause d'une formulation erronée. Le voyage est un échec pour la reine d’Oudh et les représentants du royaume. Les Anglais vont même jusqu’à lui demander de prendre la nationalité britannique pour pouvoir retourner à Calcutta. Malka Kachwar refuse ce passeport qu’on tente de lui imposer et qui reviendrait à reconnaître l’annexion et la disparition de son royaume.

## Paris et décès de la reine
Malka Kachwar et sa suite se rendent en France afin de continuer leur voyage de retour jusqu’à Calcutta en passant par La Mecque. Ils arrivent à Paris le 21 janvier 1858 et s’installent à l’hôtel Laffitte dans l’ancien 2e arrondissement. Son fils le prince Mirza reste en Angleterre ; peut-être pour veiller avec son épouse sur leur fille malade (qui décède en Angleterre et est inhumée au Paddington Old Cemetery (en)). La reine Malka Kachwar, certainement épuisée par le trajet et malade, décède le 24 janvier. Elle est inhumée au cimetière du Père-Lachaise le 27 janvier 1858 dans la 85e division, au sein de l’enclos musulman ouvert l’année précédente,.

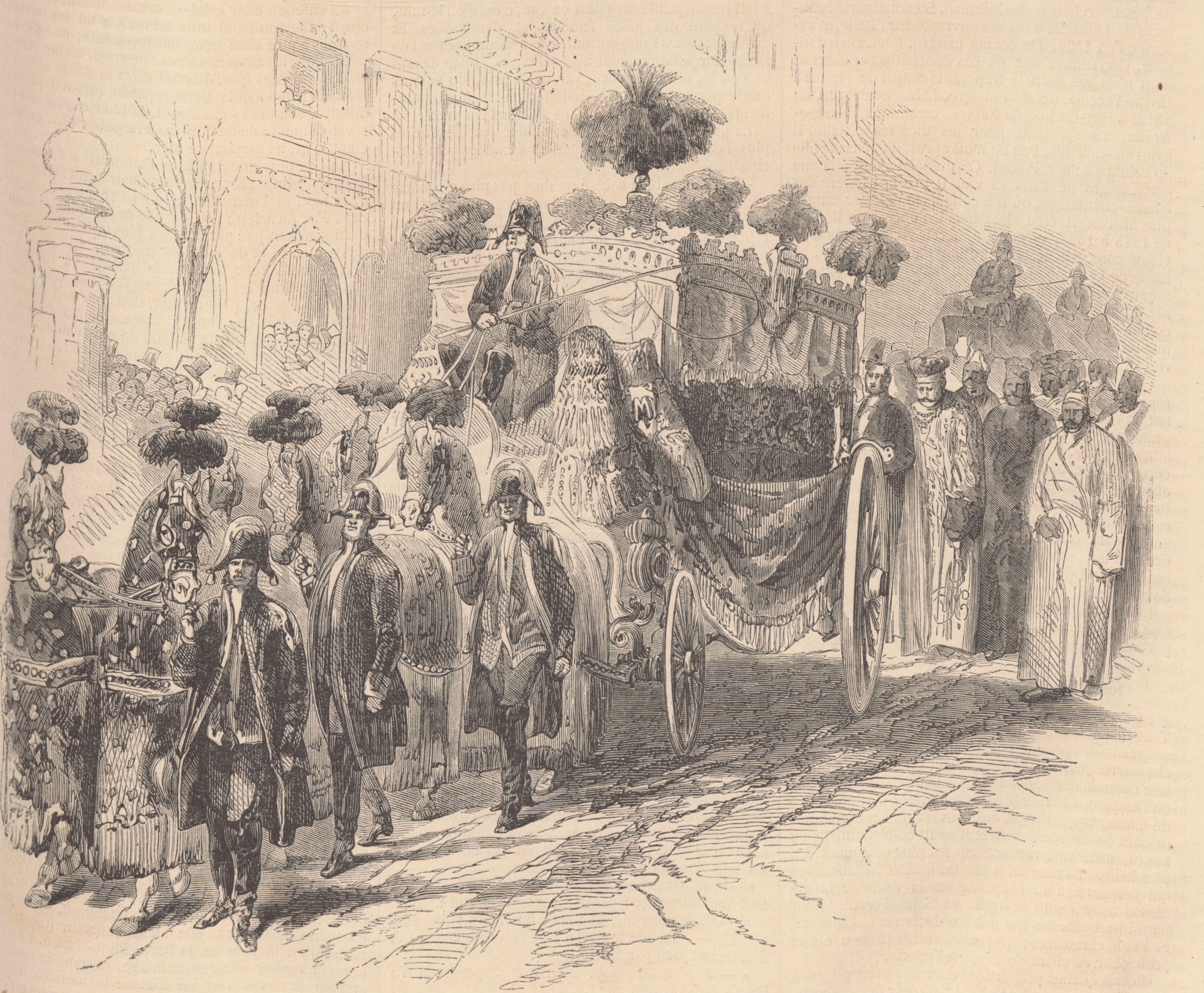
Funérailles de S.M. Malka Kachwar, reine d'Oude, gravure publiée dans Le Monde Illustré, 5 février 1858.

La presse décrit les funérailles somptueuses de la reine d’Oudh. On peut lire dans L'Illustration que la reine vint volontairement en France pour mourir afin de ne pas « expirer et dormir à jamais dans la terre de ses ennemis». La suite de la reine et son fils, revenu d’Angleterre pour la veillée funèbre, observent les rites funéraires. On commence par descendre le corps de la reine dans la cour de l’hôtel puis on allume un grand feu et des bougies qui brûleront jusqu’aux funérailles. Le corps est préparé par les femmes de sa suite à l’abri des regards avant de le transporter au cimetière pour accomplir les prières musulmanes et les chants indiens. On inhume la reine au coucher du soleil le 27 janvier.
Son fils, le prince Mirza, décède peu de temps plus tard en Angleterre et la rejoint le 4 mars 1858.
Le terrain est concédé par la ville de Paris le 26 janvier 1858 et payé par un agent du roi d’Oudh, Moulvee Museeh Ooddeon Khan Bahadoor, le 17 avril 1858. Les articles de presse de l’époque relatent que la couronne britannique avait réglée la concession et allait financer le monument mais il semble que le tout ait été payé par le royaume d’Oudh.

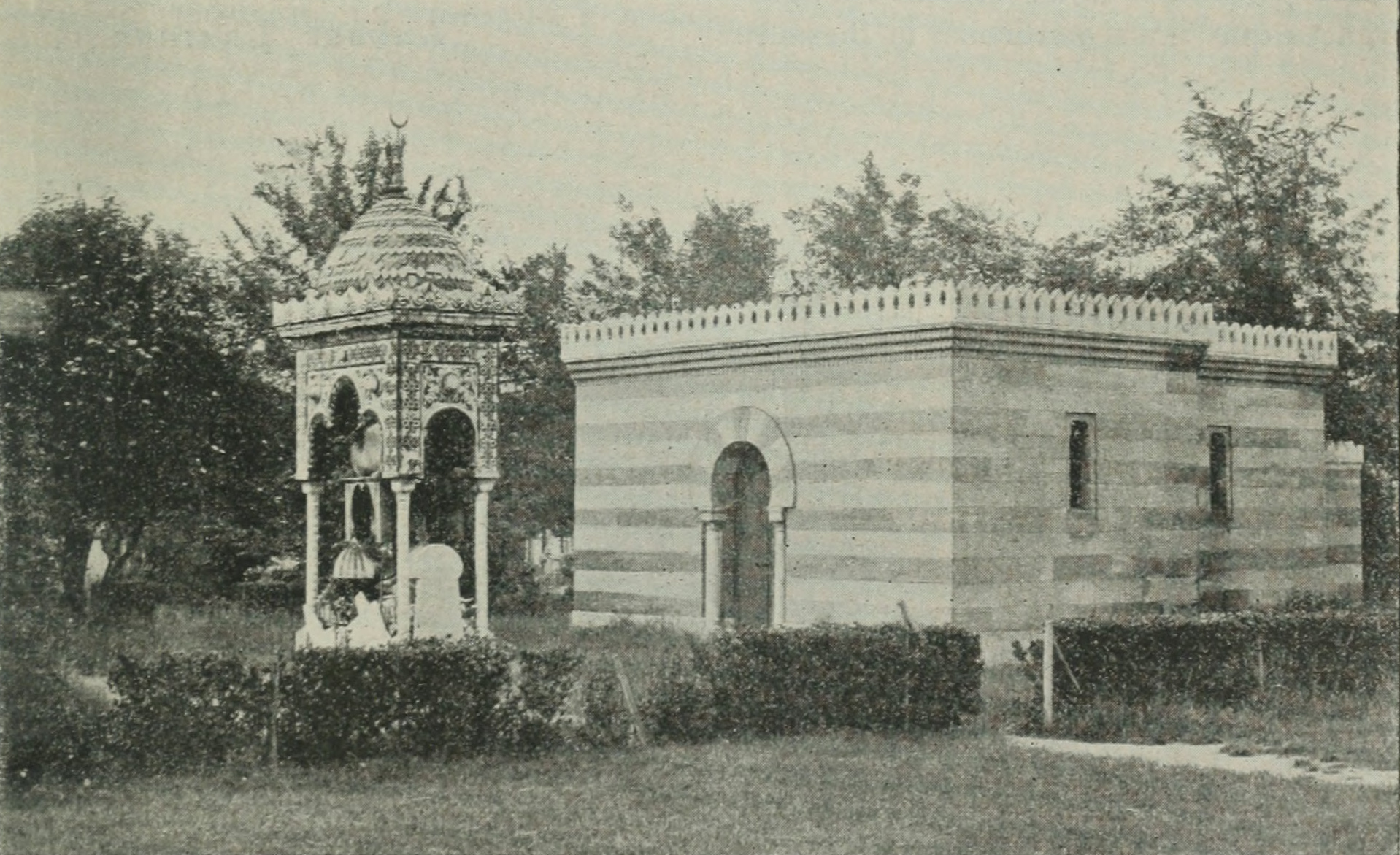
Tombeau de la reine d'Oude, Le Monde Moderne, 1896.

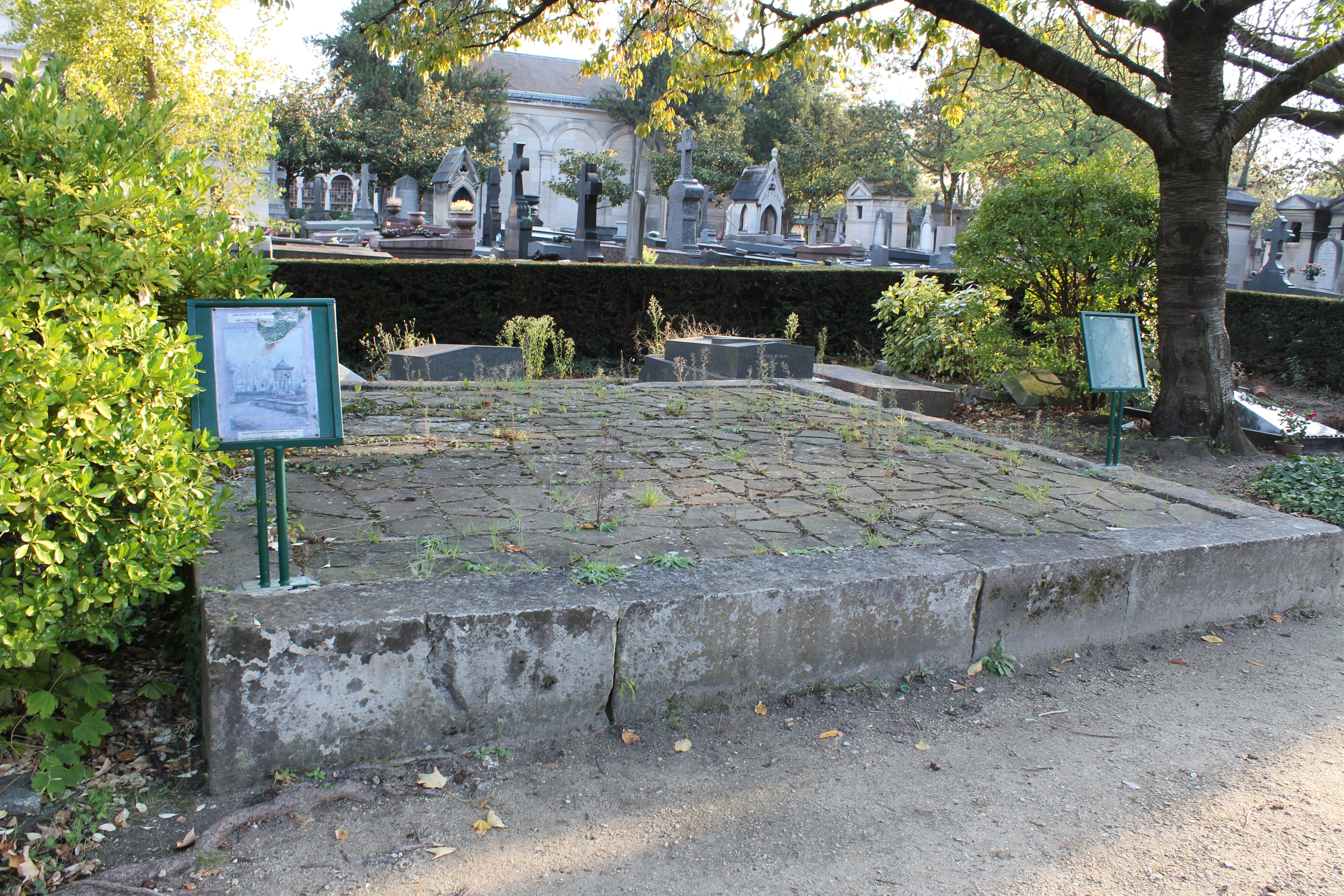
Vue actuelle du tombeau de Malka Kachwar au cimetière du Père-Lachaise.

Le monument construit sur la sépulture est composé d’une grande dalle carrelée de 25m² surmontée d’un édicule polychrome de style indo-musulman aujourd’hui disparu.
On connaît seulement deux représentations du monument : une peinture de Jacques L’Huillier datée d’environ 1890 conservée par la conservation des cimetières parisiens et une photographie publiée dans Le Monde moderne en 1896. L’édicule s'est dégradé très vite et disparaît au début du XXe siècle.